# Rumania en la Copa Mundial de Rugby de 1999
La Selección de rugby de Rumania fue uno de los 20 participantes de la Copa Mundial de Rugby de 1999 que se realizó en Gales.
Fue la cuarta participación de los Robles en la Copa Mundial de Rugby.

## Plantel
| Nombre                | Posición       | Club                    |
| --------------------- | -------------- | ----------------------- |
| Ștefan Demici         | hooker         | CS Dinamo București     |
| Răzvan Mavrodin       | hooker         | USA Perpignan           |
| Petru Bălan           | pilar          | CS Dinamo București     |
| Nicolae Dragoș Dima   | pilar          | Castres Olympique       |
| Laurențiu Rotaru      | pilar          | US Montauban            |
| Constantin Stan       | pilar          | CS Dinamo București     |
| Dragoș Niculae        | pilar          | Aurillac                |
| Daniel Chiriac        | segunda línea  | US Annecy               |
| Tudor Constantin (c.) | segunda línea  | Racing Club             |
| Ovidiu Slușariuc      | segunda línea  | CS Dinamo București     |
| Cătălin Drăguceanu    | ala            | CSA Steaua București    |
| Alin Petrache         | ala            | Racing Club             |
| Florin Corodeanu      | ala            | CSA Steaua București    |
| Ovidiu Tonița         | ala            | CS Rulmentul Bârlad     |
| Tiberiu Brînză        | Número 8       | RC Narbonne             |
| Erdinci Septar        | Número 8       | RCJ Farul Constanța     |
| Marius Iacob          | medio scrum    | CS Dinamo București     |
| Lucian Sîrbu          | medio scrum    | RC Grivița București    |
| Petre Mitu            | medio scrum    | Aurillac                |
| Ionuț Tofan           | medio apertura | CSA Steaua București    |
| Lucien Vusec          | medio apertura | RC Strasbourg           |
| Gabriel Brezoianu     | centro         | Universitatea Timișoara |
| Romeo Gontineac       | centro         | Aurillac                |
| Cristian Lupu         | centro         | CSA Dinamo București    |
| Mihai Ciolacu         | wing           | RCJ Farul Constanța     |
| Radu Fugigi           | wing           | Caen                    |
| Cristian Hîldan       | wing           | CSA Dinamo București    |
| Cristian Săuan        | Wing           | Universitatea Cluj      |
| Gheorghe Solomie      | Wing           | Aurillac                |
| Mihai Vioreanu        | zaguero        | Universitatea Timișoara |

## Participación

### Grupo E
| Equipo         | Gan. | Emp. | Per. | A favor | En contra | Puntos |
| -------------- | ---- | ---- | ---- | ------- | --------- | ------ |
| Australia      | 3    | 0    | 0    | 135     | 31        | 6      |
| Irlanda        | 2    | 0    | 1    | 100     | 45        | 4      |
| Rumania        | 1    | 0    | 2    | 50      | 126       | 2      |
| Estados Unidos | 0    | 0    | 3    | 52      | 135       | 0      |
| 3 de octubre | Australia | 57 - 9 | Rumania | Ravenhill, Belfast |  |

| 9 de octubre | Estados Unidos | 25 - 27 | Rumania | Lansdowne Road, Dublín |  |

| 15 de octubre | Irlanda | 44 - 14 | Rumania | Lansdowne Road, Dublín |  |